# 国際標準化機構が定める国際標準一覧 (ISO 19000 から ISO 19999 まで)
ISO 18000 から ISO 18999 まで - 国際標準化機構が定める国際標準一覧 - ISO 20000 から ISO 29999 まで
- ISO 19001 体外診断用医薬品・医療機器  -  生物学における対外診断用染色試薬に対して製造業者により提供される情報
- ISO 19003 ゴム及びゴム製品 - 物理的試験への統計学の適用の手引
- ISO 19004 ゴム及びゴム製品 - 試験方法の感度の測定
- ISO 19005 文書管理 - 長期保存のための電子文書ファイル形式
- ISO 19011 品質及び／又は環境マネジメントシステム監査のための指針
- ISO 19012 光学及びフォトニクス - 顕微鏡対物レンズの呼称指定
- ISO 19013 内燃機関の燃料回路用ゴムホース及びチューブ - 仕様
- ISO 19018 船舶及び海洋工学 - 用語、略語、図記号及び航行の概念
- ISO 19019 航洋船及び海洋技術 - 海上試運転の計画、実施及び報告の説明書
- ISO/TR 19032 プラスチック - 試験所及び屋外耐候性条件を監視するためのポリエチレン対比試験片(PERS)
- ISO/TR 19033 製図 - 建設製図のメタデータ
- ISO/TS 19036 食料及び動物飼料の細菌検査 - 定量的測定のための計測の不確かさの評価の指針
- ISO/TR 19038 銀行業及び関連金融サービス - トリプルDEA - 操作モード - 実施の指針
- ISO 19054 支援医用機器のためのレールシステム
- ISO/IEC 19058 情報技術 - システム間の電気通信及び情報交換 - 広帯域私設総合サービス網 - 相互交換信号プロトコル - 共通機能プロトコル
- ISO 19072 路上走行車 - 点火装置の接続インタフェース、2方及び3方接続
- ISO/IEC TR 19075 情報技術 - データベース言語 - SQL技術報告書
- ISO 19078 高圧ガス容器 - シリンダ設備の検査、及び自動車燃料としての天然ガスの車載保存用高圧シリンダの再認定
- ISO/TS 19091 高度道路交通システム - 協調ITS - 信号交差点に関連するアプリケーションのためのV21及び12通信の使用
- ISO 19092 金融サービス - バイオメトリクス - セキュリティフレームワーク
- ISO 19101 地理情報 - 基準モデル
- ISO/TS 19103 地理情報 - 概念スキーマ言語
- ISO/TS 19104 地理情報 - 用語
- ISO 19105 地理情報 - 適合及び試験
- ISO 19106 地理情報 - 側面図
- ISO 19107 地理情報 - 空間スキーマ
- ISO 19108 地図情報 - 時間スキーマ
- ISO 19109 地理情報 - 実用図解の規則
- ISO 19110 地理情報 - 特性目録の方法
- ISO 19111 地理情報 - 座標による空間参照
- ISO 19112 地理情報 - 地理的識別子による空間照合
- ISO 19113 地理情報 - 品質原理
- ISO 19114 地理情報 - 品質評価手順
- ISO 19115 地理情報 - メタデータ
- ISO 19116 地理情報 - 位置決めサービス
- ISO 19117 地理情報 - 描画
- ISO 19118 地理情報 - 符号化
- ISO 19119 地理情報 - サービス
- ISO/TR 19120 地理情報 - 機能規格
- ISO/TR 19121 地理情報 - 影像及びグリッド入りデータ
- ISO/TR 19122 地理情報/ジオマティクス - 人の資格認定及び認証
- ISO 19123 地理情報 - 対象範囲の幾何寸法の図式及び機能
- ISO 19125 地理情報 - 単純地形アクセス
- ISO 19126 地理情報 - 特性概念辞書及び記録簿
- ISO/TS 19127 地理情報 - 測地コード及びパラメタ
- ISO 19128 地理情報 - ウェブマップサーバインタフェース
- ISO/TS 19129 地理情報 - 仮想、グリッド及び範囲データフレームワーク
- ISO/TS 19130 地理情報 - 衛星による測量のためのイメージセンサモデル
- ISO 19131 地理情報 - データ生成の仕様
- ISO 19132 地理情報 - 位置ベースサービス - 参照モデル
- ISO 19133 地理情報 - 場所情報サービス - 追跡及びナビゲーション
- ISO 19134 地理情報 - 位置基準サービス - 複合経路決定及びナビゲーション
- ISO 19135 地理情報 - 区分登録の手順
- ISO 19136 地理情報 - 地理マークアップ言語（GML）
- ISO 19137 地理情報 - 空間図式の中心像
- ISO/TS 19138 地理情報 - データ品質指標
- ISO/TS 19139 地理情報 - メタデータ - XMLスキーマ実施
- ISO 19141 地理情報 - 移動特性のスキーマ
- ISO 19142 地理情報 - ウェブ機能サービス
- ISO 19143 地理情報 - フィルタエンコーディング
- ISO 19144 地理情報 - 分類システム
- ISO 19146 地理情報 - 分野横断的用語集
- ISO 19148 地理情報 - 場所に基づくサービス - 線形参照[1]
- ISO 19204 地盤環境 - 土壌汚染のサイト固有の生態学的リスクアセスメントの手順(地盤環境TRIADアオウリーチ)
- ISO 19212 接着剤 - せん断強さの温度依存性の求め方
- ISO 19214 マイクロビーム分析 - 分析電子顕微鏡法 - 透過電子顕微鏡法によるワイヤライククリスタルの見掛けの成長方向の試験方法
- ISO 19220 建物内の汚水及び排水排出(低温及び高温)のためのプラスチック配管システム - スチレン共重合体混合物(SAN + PVC)
- ISO/TR 19263 写真 - 保存システム
- ISO/TS 19264 写真 - 記録保管システム - 画像品質分析
- ISO 19318 表面化学分析 - X線光電子分光法 - チャージ管理及びチャージ修正に用いる方法の報告
- ISO/TR 19319 表面化学分析 - オージェ電子分光法及びX線電子分光法 - 分析器でみた方位分解能、分析領域及びサンプル領域の測定
- ISO 19353 機械の安全性 - 防火及び保護
- ISO/PAS 19363 電気自動車 - 磁界非接触電力伝送 - 安全及び相互運用性の要求事項
- ISO 19432 建築機械及び機器 - 可搬式、手持ち形、内燃機関駆動切断機 - 安全要求事項及び試験
- ISO 19433 建築構造機械及び機器 - 歩行制御用振動板 - 用語及び商用仕様書
- ISO 19438 内燃機関用のディーゼル燃料及びガソリンフィルタ - 粒子計数によるろ過効率及び汚染物質保持容量
- ISO 19439 企業統合 - 企業モデリングの枠組み
- ISO 19440 事業統合 - 事業モデリングの構築
- ISO 19452 建築構造機械及び機器 - 歩行制御用振動ランマ - 用語及び商用仕様書
- ISO 19458 水質 - 微生物学的分析のためのサンプリング
- ISO/IEC 19459 情報技術 - システム間の電気通信及び情報交換 - 私設総合サービス網 - 仕様、機能モデル及び情報の流れ - 単段呼出転送の補足的サービス
- ISO/IEC 19460 情報技術 - システム間の電気通信及び情報交換 - 私設総合サービス網 - 相互交換信号プロトコル - 単純呼出転送の補足的サービス
- ISO 19465 伝統中国医学 - 伝統中国医学(TCM)の臨床用語体系のカテゴリ
- ISO 19467 窓及び扉の熱性能 - 太陽シミュレータを使用する太陽熱利得係数の求め方
- ISO 19472 林業用機械 - ウィンチ - 寸法、性能及び安全性
- ISO/TR 19480 気体燃料及び水の供給のためのポリエチレン管及び管継手 - 溶融作業者の訓練及び評価
- ISO 19493 水質 - ハードサブストレーコミュニティの海洋生物学調査の手引
- ISO 19496 ほうろう - 専門用語
- ISO 19499 機械振動 - 釣合わせ - 釣合わせ規格の使用及び適用の手引
- ISO/IEC 19500 情報技術 - 開放型分散処理
- ISO/IEC 19501 情報技術 - 解法分散処理 - 統一モデル言語(UML)バージョン1.4.2
- ISO/IEC 19502 情報技術 - メタオブジェクトファシリティ(MOF)
- ISO/IEC 19503 情報技術 - XMLメタデータ交換(XMI)
- ISO/IEC 19514 情報技術 - オブジェクト管理グループシステムモデリング言語(OMG SysML)
- ISO 19563 高速液体クロマトグラフィを使用する茶及びインスタント茶に含まれる固形テアニンの定量
- ISO/IEC TS 19568 プログラミング言語 - ライブラリファンダメンタルズのためのC++拡張
- ISO 19579 固形鉱物燃料 - IR分光分析による硫黄分の定量
- ISO/TS 19590 ナノテクノロジ - 単一粒子誘導結合プラズマ質量分析法による水媒体中の向きナノ粒子の粒度分布及び濃度
- ISO 19594 グラフィック技術 - パーフェクトバウンド製品の結合強度の測定試験方法 - 上向きへのページ引張り試験
- ISO 19606 ファインセラミックス(先進セラミックス、先進技術セラミックス) - 原子間力顕微鏡法によるファインセラミックフィルムの表面粗さの試験方法
- ISO 19610 伝統中国医学 - 紅参(オタネニンジン)の工業生産プロセスに対する一般要求事項
- ISO 19618 ファインセラミックス(先進セラミックス、先進技術セラミックス) - FTIRスペクトロメータで黒体標準を使用する垂直分光放射率の測定方法
- ISO 19628 ファインセラミックス(先進セラミックス、先進技術セラミックス) - セラミック複合体の熱物理特性 - 比熱容量の求め方
- ISO 19649 移動ロボット - 用語
- ISO 19670 肥料及び土壌改良剤 - 固形尿素アルデヒド緩効性肥料 - 一般要求事項
- ISO 19675 非破壊試験 - 超音波探傷試験 - フェーズドアレイ試験(PAUT)のための校正ブロックの仕様
- ISO 19690 皿ばね
- ISO/TS 19700 燃焼放出物の危険成分を測定するための制御等価比法
- ISO 19701 燃焼放出物のサンプリング及び分析
- ISO 19702 燃焼放出物の毒性試験 - FTIRガス分析を使用する燃焼放出物の分析の指針
- ISO 19703 火災における有毒ガスの生成及び分析 - 実験火災における化学種の量、当量比及び燃焼効率の計算
- ISO 19722 ファインセラミックス(先進セラミックス、先進技術セラミックス) - 溶残酸素消費量による半導体光触媒物質での光触媒活性を求めるための試験方法
- ISO 19732 作物保護機器 - 噴霧器フィルタ - 識別のための色別符号化
- ISO 19743 固形バイオ燃料 - 3.15 mm超の重異物
- ISO 19746 高速液体ガスクロマトグラフィ(HPLC)による尿素系肥料の尿素含有量の定量
- ISO/IEC 19752 情報技術 - オフィス機器 - モノクロ電子写真式プリンタ及びプリンタ複合機のトナーカートリッジ印字可能枚数測定方法
- ISO/IEC TR 19755 情報技術 - プログラム言語、その環境及びシステムソフトウェアインタフェース - プログラム言語COBOLのオブジェクト確定
- ISO/IEC 19757 情報技術 - 文書スキーマ定義言語(DSDL)
- ISO/IEC TR 19758 情報技術 - 文書記述及び処理言語 - 複合構成のためのDSSSLライブラリ
- ISO/IEC TR 19764 情報技術 - 情報技術製品における文化的及び言語的適応性の指針、方法及び参照基準
- ISO/IEC TR 19768 情報技術 - プログラミング言語 - C++ライブラリ拡張に関する技術報告書
- ISO/IEC TR 19769 情報技術 - プログラミング言語、その環境及びシステムソフトウェアインタフェース - 新しい文字データタイプをサポートのためのプログラミング言語Cの拡張
- ISO/IEC 19770 情報技術 - ソフトウェア資産管理
- ISO/IEC 19772 情報技術 - セキュリティ技術 - 認証済み暗号化
- ISO/IEC 19774 情報技術 - コンピュータグラフィック及び画像処理 - ヒューマノイドアニメーション(H-Anim)
- ISO/IEC 19775 情報技術 - コンピュータグラフィックス及び画像処理 - 拡張性3D (X3D)
- ISO/IEC 19776 情報技術 - コンピュータグラフィックス、画像処理及び環境データ表示 - 拡張3D (X3D)の符号化
- ISO/IEC 19777 情報技術 - コンピュータグラフィック及び画像処理 - 拡張可能3D (X3D)言語バインディング
- ISO/IEC 19778 情報技術 - 学習、教育及び訓練 - 共同技術 - 共同職場
- ISO/IEC 19784 情報技術 - バイオメトリックアプリケーションプログラミングインタフェース
- ISO/IEC 19785 情報技術 - 共通バイオメトリック交換フォーマットフレームワーク
- ISO/IEC TR 19788 情報技術 - 学習、教育及び訓練 - 学習資源のメタデータ
- ISO/IEC 19790 情報技術 - セキュリティ技法 - 暗号モジュールのセキュリティ要求事項
- ISO/IEC 19794 情報技術 - バイオメトリックデータ交換フォーマット
- ISO/IEC 19795 情報技術 - バイオメトリック性能試験及び報告
- ISO/IEC 19796 情報技術 - 学習、教育及び訓練 - 品質マネジメント、保証及び測定基準
- ISO/IEC TR 19797 情報技術 - 事務機械 - 16色スケールの装置出力、出力線形化法(LM)及び再生特性の仕様
- ISO/IEC 19798 情報技術 - オフィス機器 - カラー電子写真式プリンタ及びプリンタ複合機のトナーカートリッジ印刷可能枚数測定方法
- ISO 19810 ファインセラミックス(先進セラミックス、先進技術セラミックス) - 屋内照明環境下における半導体光触媒物質の自己洗浄能力の試験方法 - 水接触角の測定
- ISO 19824 伝統中国医学 - チョウセンゴミシ(Turcz.)Baill.の種子及び実生の苗
- ISO 19826 宇宙システム - プログラムマネジメント - 製品特性のマネジメント
- ISO 19828 航空宇宙用途の溶接 - 溶接部の目視検査
- ISO 19860 ガスタービン - ガスタービン設備のためのデータ収集及び傾向監視システム要求事項
- ISO/TS 19883 水素分離及び精製のための圧力スイング吸着システムの安全性
- ISO 19899 プラスチック配管システム - ポリオレフィン管及びメカニカルフィッティングアセンブリ - 端末荷重抵抗の試験方法(AREL試験)
- ISO 19900 石油及び天然ガス工業 - 海洋構造物の一般要求事項
- ISO 19901 石油及び天然ガス工業 - 海洋構造物に関する特定要求事項[2]
- ISO 19904 石油及び天然ガス工業 - 沖合海上構造物
- ISO 19922 船舶及び海洋工学 - 復元性及び弾性シール付き金属管部品の耐炎性 - 試験装置に求められる要求事項
- ISO 19929 プラスチック - MALDI-TOF-MSによるポリ(エチレングリコール)及びその派生物の平均分子量及び混合率の求め方
- ISO 19954 履き物 - ホールシューズの試験方法 - 家庭用洗濯機での耐洗浄性
- ISO 19959 埋没鋳造品の表面状態の目視検査 - 鋼、ニッケル合金及びコバルト合金
- ISO 19980 眼光学機器 - 角膜トポグラファ
- ISO 19993 木造構造物 - 集成木材 - 面とエッジ継手の割裂試験